# Ananas sagenaria
Ananas sagenaria är en gräsväxtart som först beskrevs av Manoel Arruda da Cámara, och fick sitt nu gällande namn av Schult. och Julius Hermann Schultes. Ananas sagenaria ingår i släktet Ananas och familjen Bromeliaceae. Inga underarter finns listade i Catalogue of Life.

## Bildgalleri

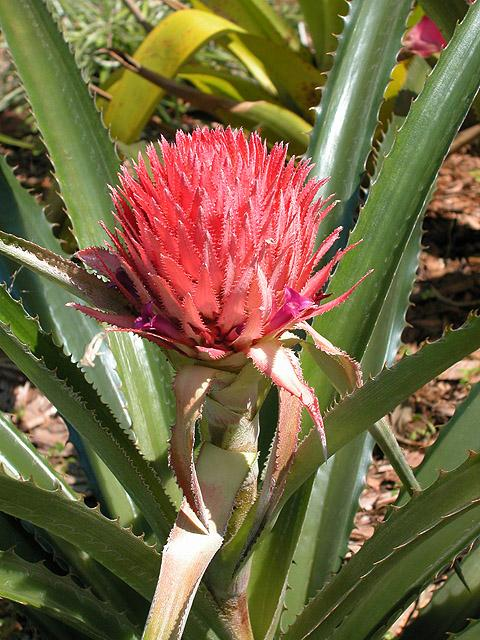
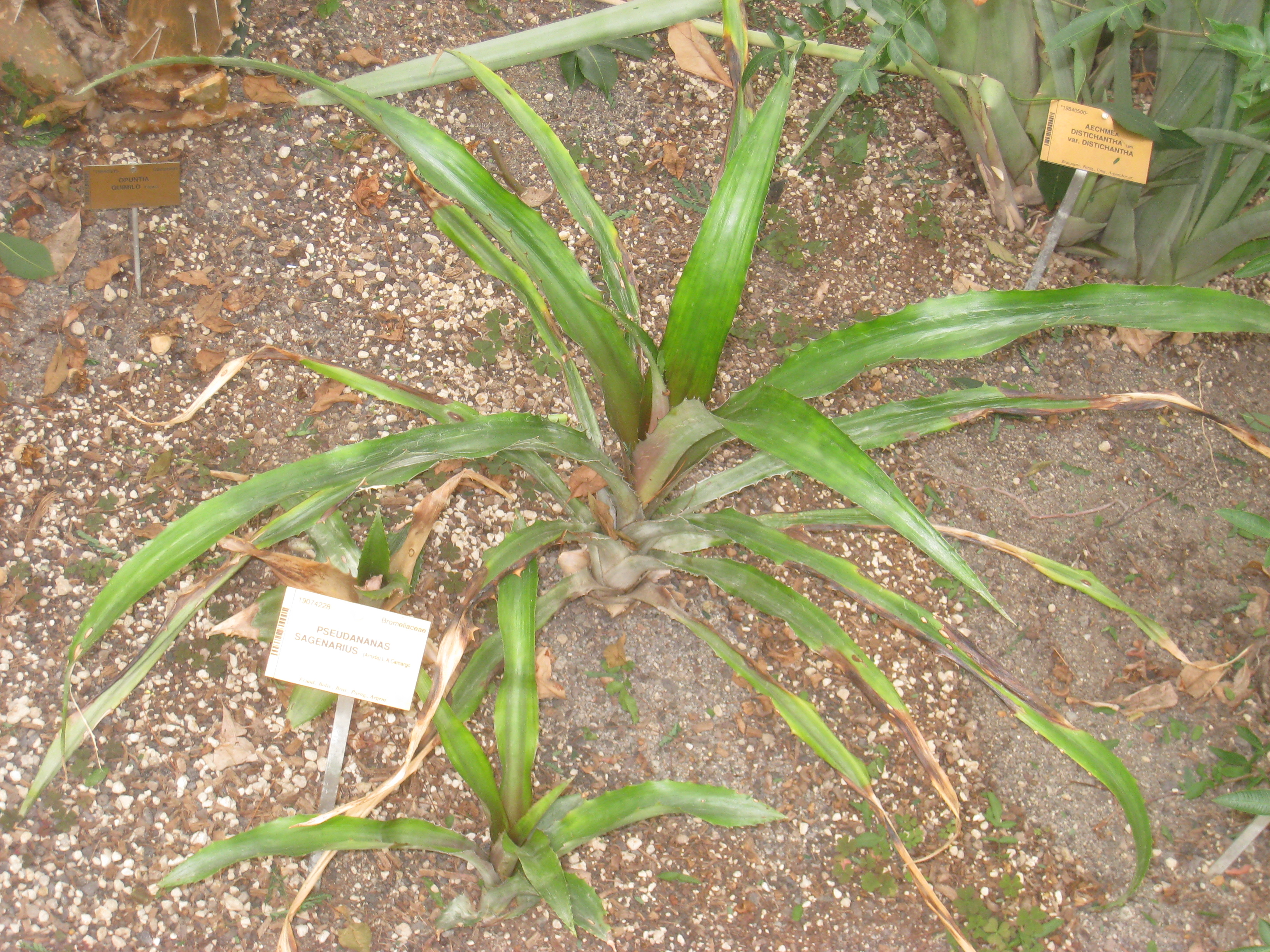
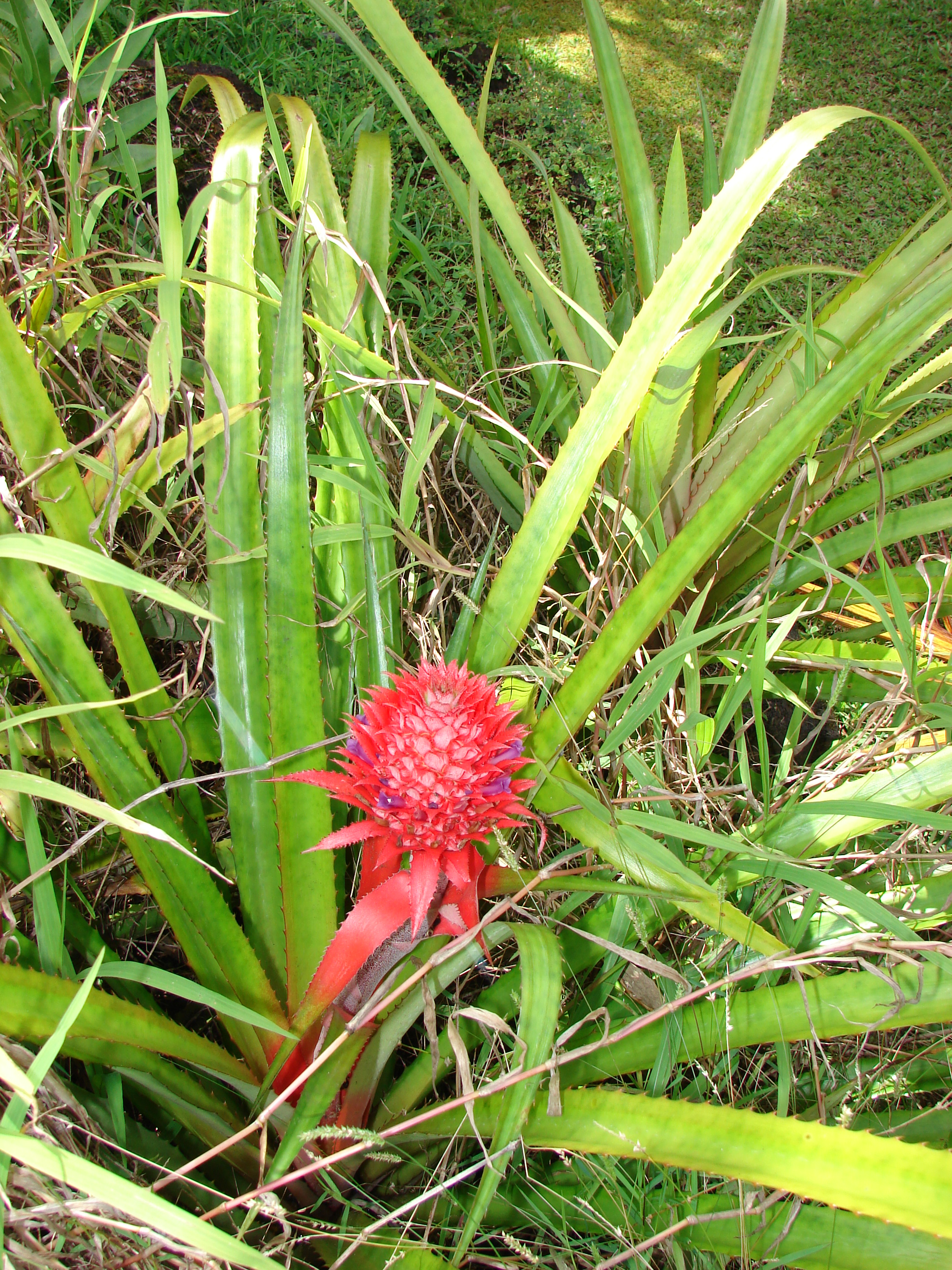
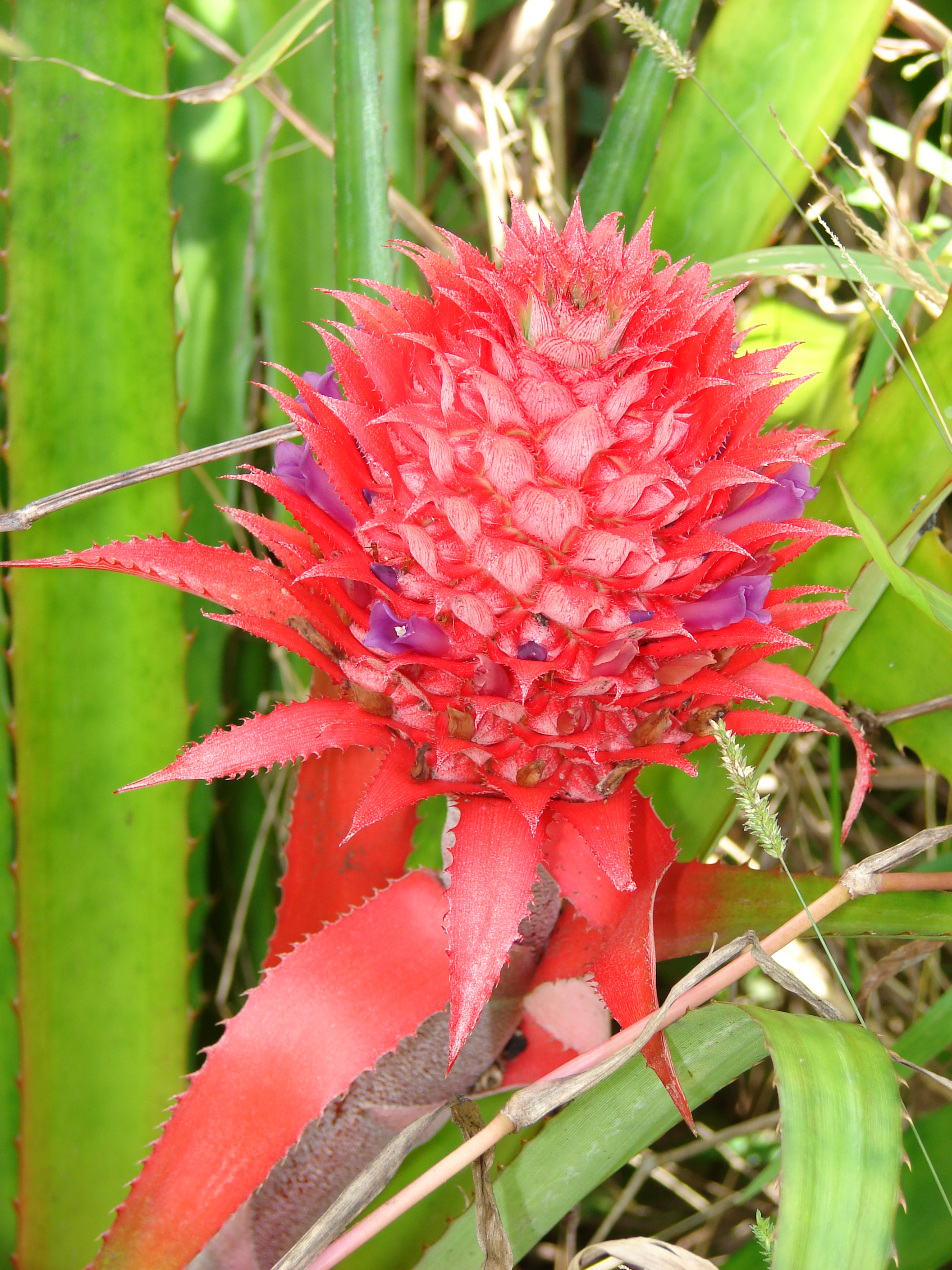